# Tronos (Chipre)
Tronos (en griego, Θρόνοι) es el nombre de una antigua ciudad de Chipre. Se situaba en la parte sureste de la isla, junto al promontorio de su mismo nombre, cerca de la localidad de Ayia Tekla, en el municipio de Sotira, al oeste de Ayía Napa.
La ciudad, o bien el promontorio, es mencionado por Estrabón, que lo sitúa a 700 estadios de la promontorio de Curiade. También la menciona Ptolomeo.
Entre las ruinas de la ciudad se conservan restos de murallas, cámaras subterráneas y un santuario. Estos restos pertenecen a las épocas helenística y romana.